# Donatan
Donatan, pseudonimo di Witold Marek Czamara (Cracovia, 2 settembre 1984), è un rapper polacco.
Ha partecipato all'Eurovision Song Contest 2014 tenutosi a Copenaghen in coppia con Cleo, presentando il brano My Słowianie.

## Discografia
- 2012 – Równonoc. Słowiańska dusza
- 2014 – Hiper/Chimera (con Cleo)
- 2025 – Równonoc: Raróg